# Comuna Almașu Mare, Alba
Almașu Mare (în maghiară Nagyalmás, în trad. "Mereștii Mari", în germană Groß-Obstdorf, în trad. "Livezenii Mari") este o comună în județul Alba, Transilvania, România, formată din satele Almașu de Mijloc, Almașu Mare (reședința), Brădet, Cheile Cibului, Cib, Glod și Nădăștia.
De Almașu Mare aparține și cătunul Șesuri care este așezat la 9 kilometri de centrul comunei din Apusenii Zlatnei.

## Demografie
Componența etnică a comunei Almașu Mare
     Români (93,42%)
     Alte etnii (1,24%)
     Necunoscută (5,34%)
Componența confesională a comunei Almașu Mare
     Ortodocși (85,59%)
     Penticostali (6,58%)
     Alte religii (2,19%)
     Necunoscută (5,63%)
Conform recensământului efectuat în 2021, populația comunei Almașu Mare se ridică la 1.048 de locuitori, în scădere față de recensământul anterior din 2011, când fuseseră înregistrați 1.289 de locuitori. Majoritatea locuitorilor sunt români (93,42%), iar pentru 5,34% nu se cunoaște apartenența etnică. Din punct de vedere confesional, majoritatea locuitorilor sunt ortodocși (85,59%), cu o minoritate de penticostali (6,58%), iar pentru 5,63% nu se cunoaște apartenența confesională.
Populația comunei a evoluat de-a lungul timpului astfel:

## Politică și administrație
Comuna Almașu Mare este administrată de un primar și un consiliu local compus din 9 consilieri. Primarul, Aron Zaharie[*], de la Partidul Național Liberal, este în funcție din 2000. Începând cu alegerile locale din 2024, consiliul local are următoarea componență pe partide politice:
|  | Partid                          | Consilieri | Componența Consiliului | Componența Consiliului | Componența Consiliului |
|  | ------------------------------- | ---------- | ---------------------- | ---------------------- | ---------------------- |
|  | Partidul Național Liberal       | 3          |                        |                        |                        |
|  | Alianța pentru Unirea Românilor | 2          |                        |                        |                        |
|  | Uniunea Salvați România         | 1          |                        |                        |                        |
|  | Partidul Social Democrat        | 1          |                        |                        |                        |
|  | Partidul Puterii Umaniste       | 1          |                        |                        |                        |
|  | Forța Dreptei                   | 1          |                        |                        |                        |

## Lăcașuri de cult
- Biserica "Buna Vestire", menționată documentar din 1418, este o biserică de tip navă, cu absida decroșată, având un turn-clopotniță pe vest. A suferit transformări ulterioare. Are fragmente de picturi murale din secolul al XVIII-lea.

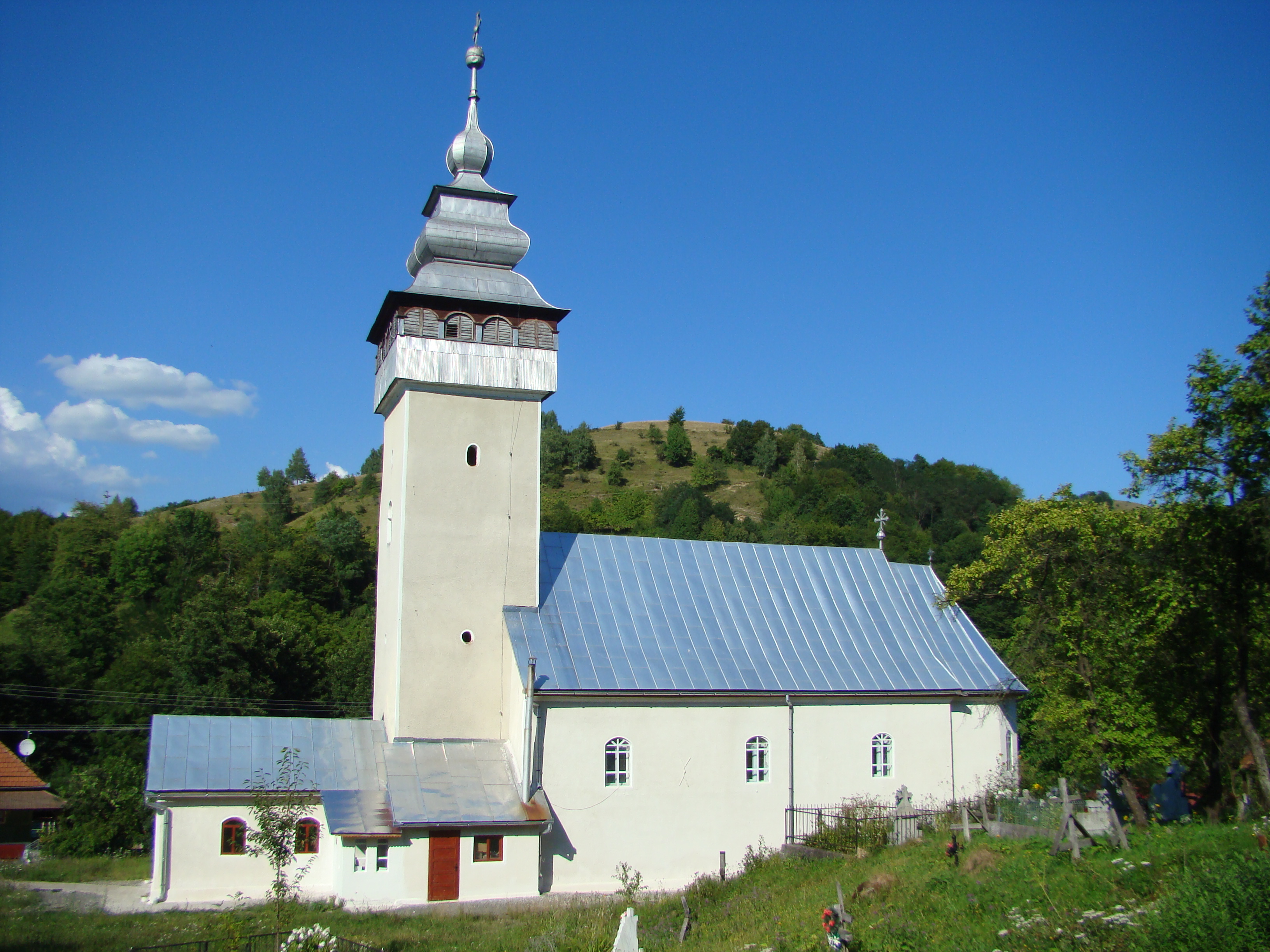
Biserica „Schimbarea la Față” - Suseni din satul Almașu Mare (monument istoric)

## Obiective turistice
- Colecția "Emilian Achim".
- Rezervația naturală Cheile Cibului (15 ha).
- Biserica „Schimbarea la Față” (Suseni) din Almașu Mare
- Biserica „Buna Vestire” (Joseni) din Almașu Mare
- Biserica Sfântul Nicolae din Cib

## Obiective memoriale
- Monumentul Eroilor Români din Primul și Al Doilea Război Mondial. Monumentul Eroilor Români se află amplasat în centrul civic al comunei și a fost ridicat între anii 1943-1944, pentru a cinsti memoria Eroilor Români din cele Două Războaie Mondiale. Acesta are o înălțime de 4,10 m, fiind realizat din gresie și ciment, fără să fie împrejmuit. Pe placa de marmură de pe fațada monumentului se află un înscris comemorativ: „În memoria Eroilor căzuți în cele Două Războaie Mondiale pentru întregirea neamului, pentru libertate națională și socială“.

## Imagini

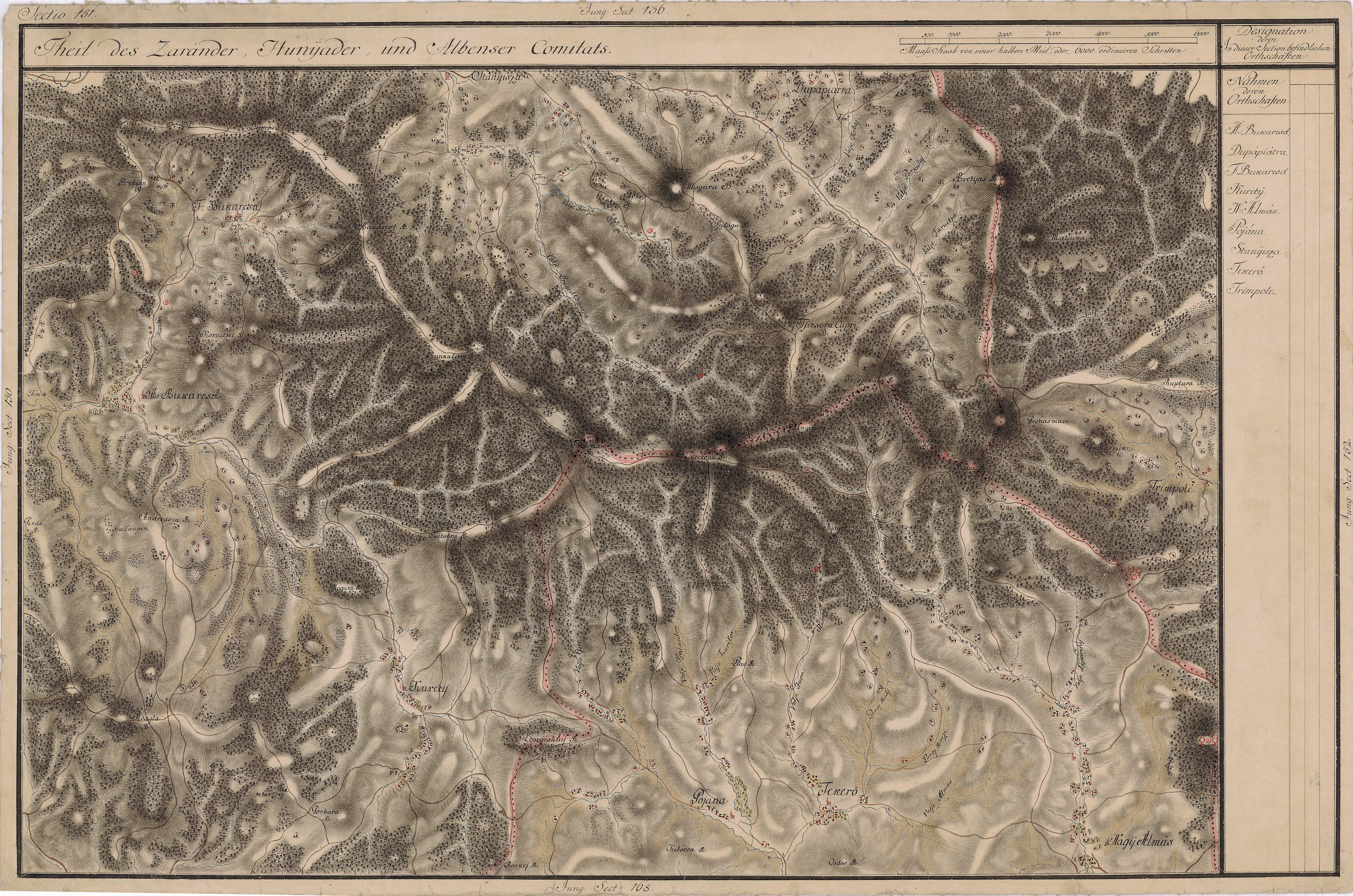
Almaşu Mare în Harta Iosefină a Transilvaniei, 1769-73
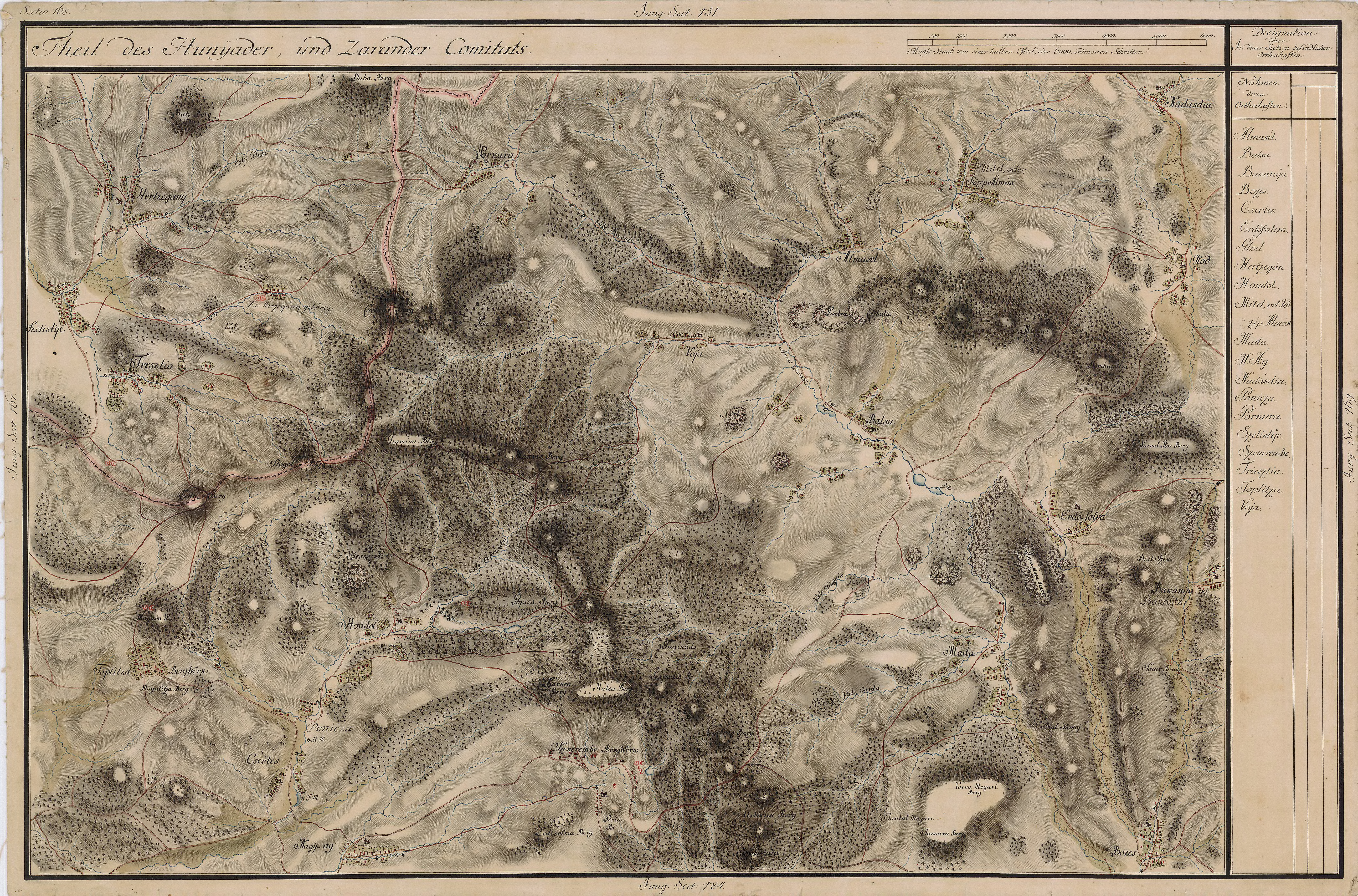
Almaşu Mare în Harta Iosefină a Transilvaniei, 1769-73
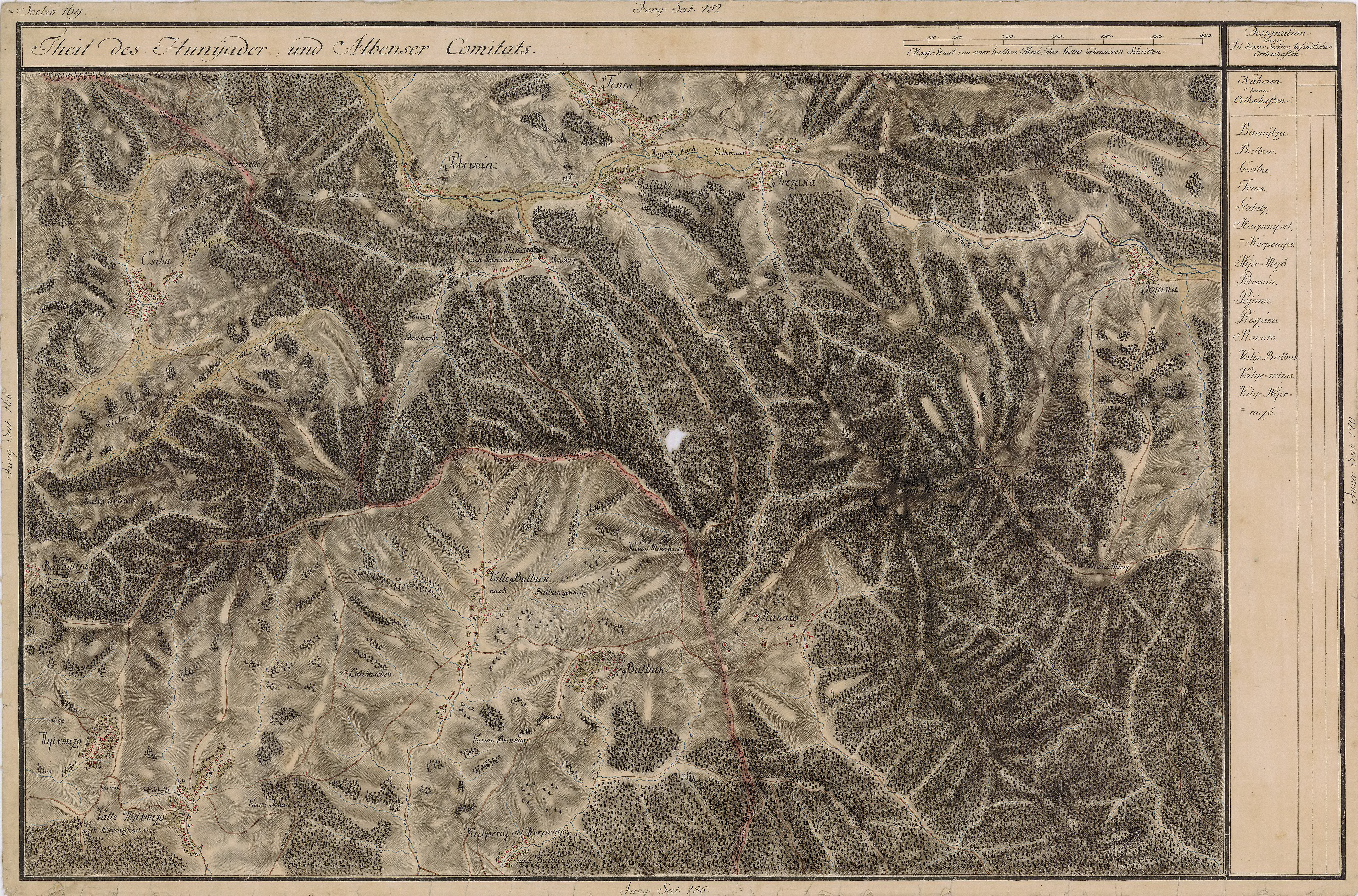
Almaşu Mare în Harta Iosefină a Transilvaniei, 1769-73
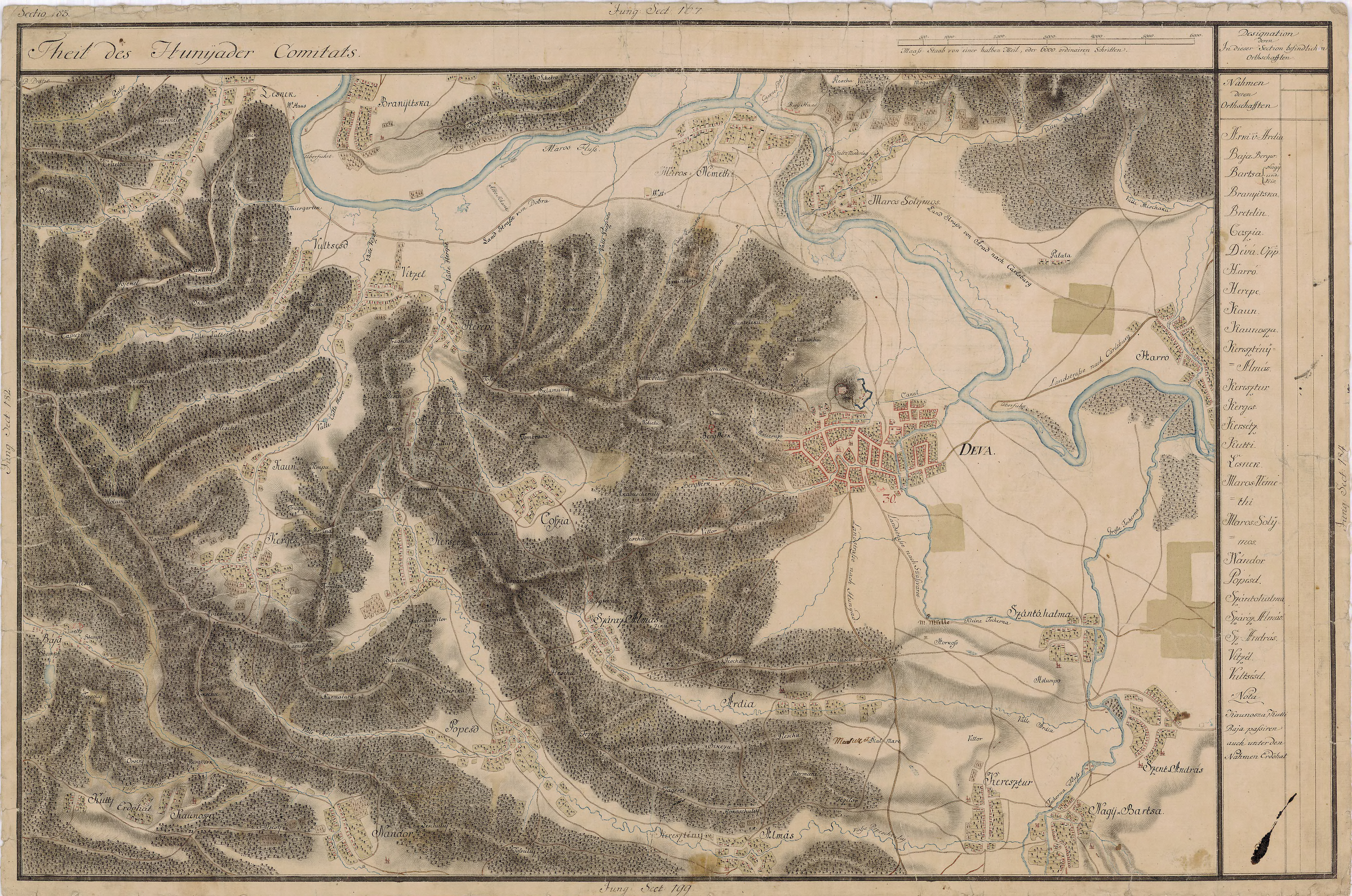
Almaşu Mare în Harta Iosefină a Transilvaniei, 1769-73